# تپه لمینلو
تپه لمینلو مربوط به دوران پیش از تاریخ ایران باستان است و در شهرستان نقده، بخش محمدیار، روستای امینلو واقع شده و این اثر در تاریخ ۷ مهر ۱۳۸۱ با شمارهٔ ثبت ۶۲۲۶ به‌عنوان یکی از آثار ملی ایران به ثبت رسیده است.